# Vardegötzen

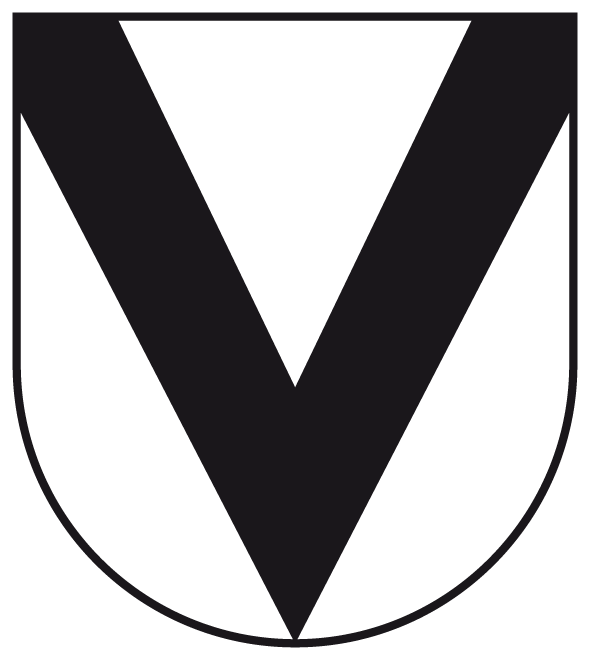
Wappen von Vardegötzen: „In Silber ein gestürzter, schwarzer Sparren.“

Vardegötzen ist ein Stadtteil der niedersächsischen Kleinstadt Pattensen in der Region Hannover.
Der Ort liegt etwa 5 km südlich vom Kernort Pattensen. Durch den Ort verläuft die K 201. Am südlichen Ortsrand fließt die Gestorfer Beeke, ein linker Nebenfluss der Leine.

## Geschichte
Am 1. März 1974 wurde Vardegötzen in die Stadt Pattensen eingegliedert.

## Politik
Ortsvorsteher ist Dirk Meyer (UWJ).

## Kultur und Sehenswürdigkeiten
Das Wohnwirtschaftsgebäude in der Göttinger Landstraße 3 und das Hallenhaus Im Winkel 3 sind als Baudenkmale ausgewiesen.

### Baudenkmäler
- Liste der Baudenkmale in Vardegötzen

### Vereine
- Freiwillige Feuerwehr Vardegötzen[3]